# Transmusicales de Rennes
Rencontres trans musicales de Rennes es un festival internacional de música contemporánea que se celebra todos los años a principios de diciembre en Rennes y que se extiende de 3 a 5 días según el año. En 2012, el festival atrajo a más de 60 000 personas y contabilizaron alrededor de 32 000 entradas vendidas.

## Historia
El Rencontres trans musicales, a menudo simplemente llamado Transmusicales nació en 1979, por iniciativa de la Asociación Rennaise "Terrapin" (tortuga acuática) (llamado así en referencia a la canción Terrapin, incluida en el álbum The Madcap Laughs de Syd Barrett). Fue creado por el equipo formado por Beatrice Mace, Jean-Louis Brossard, la tienda de discos Hervé Bordier (que dejó el proyecto en 1996), Jean-René Courtès (hasta 1989) y otros estudiantes de la ciudad de Rennes apasionados por la música. En estos tiempos, la asociación atravesaba por tiempos difíciles, por lo que sus miembros decidieron programar un concierto de apoyo que reuniese lo mejor rock local. La primera edición tiene lugar en junio en la Salle de la Cité (que es una sala de reuniones sindicales y políticas, y también una sala de espectáculo situada en Rennes): 12 grupos tocan en dos noches; la participación es gratuita y el evento reúne a 1.800 personas. Es a partir de la segunda edición cuando se empieza a celebrar a principios de diciembre.
Desde su creación, Jean-Louis Brossard se ocupa de la parte artística, y Béatrice Macé, de todo lo relacionado con la producción. Entre ambos han codirigido los "Rencontres trans musicales" de Rennes. Ahora son asistidos por Erwan Gouadec, que ocupa el puesto de secretario general.
Su programación musical está enfocada fundamentalmente en el descubrimiento de nuevas bandas. Actualmente, Trans musicales son reconocidos internacionalmente por la prensa, las revelaciones del festival se convirtieron regularmente en los cabezas de cartel del día siguiente. Fue en Rennes donde han tocado por primera vez en Francia bandas como Björk, Ben Harper, Lenny Kravitz, Nirvana, y se han mostrado al público: Étienne Daho, Arno, Stephan Eicher, Les Négresses Vertes, Bérurier Noir, Noir Désir, Mano Negra, Denez Prigent, Daft Punk, Amadou & Mariam, the Fugees, Beastie Boys Birdy Nam Nam, Justice, Stromae, M.I.A., London Grammar, entre otros artistas.
En sus primeros años, el festival se realizó a cabo en el centro de las salas de la Cité, de l'Ubu y varias instalaciones en los barrios de Rennes. Junto con Transmusicales, el festival "Bars en Trans" reúne a 80 artistas en 2014.
En 1989, el Festival comienza a utilizar la Salle omnisports. Desde 2004, Trans se mudó al Rennes Expo Park (cerca del aeropuerto), en la comuna de Bruz, y colaboran con el teatro del "Aire Libre", y colaboran con el festival la sala de la Cité y la Étage du Liberté, situados en el centro de la ciudad. Desde la edición de Trans 2012, la Salle de la Cité ya no acoge los conciertos por la noche, aunque sí albergó conciertos escolares en la edición de 2014.
Trans se exportó a otros países: China, a Noruega, y en mayo de 2010 a la República Checa y Rusia, promoviendo artistas francófonos.
El 8 de diciembre de 2010, ATM abrió el sitio web de carácter colaborativo Mémoires de Trans, donde se puede rastrear en la historia de Trans desde sus inicios.

## Estilo
En él se mezclan estilos tan variados como el rock, pop, hip hop, la word music o la electrónica.